# Ókrug de Armavir
El ókrug de Armavir fue una unidad administrativa y territorial del krai del Cáucaso Norte (hasta el 16 de noviembre de 1924, óblast del Sudeste) de la RSFSR entre 1924 y 1930, con centro administrativo en la ciudad de Armavir.

## Historia
El ókrug de Armavir se formó el 2 de junio de 1924 a partir de la mayor parte del otdel de Armavir del óblast de Kubán-Mar Negro.
Inicialmente el ókrug se dividió en doce raiones:
- Armavir
- Voznesénskaya
- Grigoripolískaya
- Kamennobródskaya
- Kropotkin
- Kurgáninsk
- Labinsk
- Novinnomiski
- Novoaleksándrovsk
- Otrádnaya
- Petropávlovskaya
- Uspénskoye

El 1 de mayo de 1926, el raión de Batalpashínskaya fue transferido al ókrug de Armavir desde el óblast autónomo Karachái-Cherkeso. El 13 de febrero de 1928, el raión de Labinsk fue trasladado al [[{okrug de Maikop]].
El 27 de febrero de 1928, se formó el raión nacional alemán Vannovski a partir de parte del territorio del raión de Kropotkin. El 6 de noviembre de 1929, los raiones de Voznesénskaya, Grigoripolískaya, Kamennobródskaya, Petropávlovskaya y Uspénskoye fueron abolidos y sus territorios se dividieron entre los distritos restantes.
El 30 de julio de 1930, el ókrug de Armavir, como la mayoría de los demás ókrug de la URSS, fue abolido. Sus distritos quedaron directamente subordinados al krai del Cáucaso Norte.

## Demografía
La población del distrito en 1926 era de 927.392 personas, de las cuales 153.663 eran población urbana. De ellos, el 59.8% eran rusos, el 33.1%, ucranianos, el 2.4%, alemanes y el 2.1%, armenios.